# 圣多美-迪内格雷卢什
圣多美-迪内格雷卢什是葡萄牙波尔图区的一个堂区。总面积5.49平方公里，总人口4241人，人口密度772.5人/平方公里。